# Britomart Redeems Faire Amoret
Britomart Redeems Faire Amoret é umapintura a óleo do artista inglês William Etty, exibida pela primeira vez em 1833, e encontra-se na Tate Britain. Com a intenção de ilustrar as virtudes da honra e da castidade, a pintura retrata uma cena do poema de Edmund Spenser, The Faerie Queene, no qual a mulher guerreira Britomart assassina o terrível mágico Busirane e liberta o seu prisioneiro, o bonito Amoret. No poema original de Spenser, Amoret é torurado e mutilado aquando da sua libertação, mas Etty não queria retratar a violência e por isso pintou-a são e salva.
Apesar de ilustrar um ritual oculto, uma morte violenta, uma mulher quase nua e tortura sexual implícita, Britomart Redeems Faire Amoret não gerou controvérsia na altura da sua exibição em 1833 e foi bem recebida pela crítica. Vendida por Etty a um coleccionador privado em 1833, passou por várias mãos antes de entrar na colecção de Lady Lever Art Gallery. Em 1958, foi adquirida pela Tate Gallery, e permanece na colecção da Tate Britain.